# Fred Arbanas
Fred Arbanas (Detroit, 14 de janeiro de 1939 – Kansas City (Missouri) 17 de abril de 2021) foi um jogador profissional de futebol americano estadunidense.

## Carreira
Arbanas conquistou a Super Bowl IV jogando pelo Kansas City Chiefs.

## Morte
Em 17 de abril de 2021, o Partido Democrata do condado de Jackson divulgou a morte do Arbanas.